# Tomasz Kucharski
Tomasz Bogusław Kucharski (Gorzów Wielkopolski, 16 februari 1974) is een Pools roeier. Kucharski behaalde zijn grootste successen met Robert Sycz in de lichte dubbel-twee, samen werden ze tweemaal wereldkampioen in 1997 en 1998. Kucharski werd samen met Sycz tweemaal olympisch kampioen in de lichte dubbel-twee 2000 & 2004
Kucharski beëindigde zijn carrière tijdens de Wereldkampioenschappen roeien 2008.

## Resultaten
- Wereldkampioenschappen roeien 1997 in Chambéry  lichte dubbel-twee
- Wereldkampioenschappen roeien 1998 in Keulen  lichte dubbel-twee
- Wereldkampioenschappen roeien 1999 in St. Catharines opgave lichte dubbel-twee
- Olympische Zomerspelen 2000 in Sydney  in de lichte dubbel-twee
- Wereldkampioenschappen roeien 2001 in Luzern  lichte dubbel-twee
- Wereldkampioenschappen roeien 2002 in Sevilla  lichte dubbel-twee
- Wereldkampioenschappen roeien 2003 in Milaan  lichte dubbel-twee
- Olympische Zomerspelen 2004 in Athene  in de lichte dubbel-twee
- Wereldkampioenschappen roeien 2006 in Eton 5e lichte dubbel-twee
- Wereldkampioenschappen roeien 2007 in München opgave lichte dubbel-twee
- Wereldkampioenschappen roeien 2008 in Ottensheim 22e lichte skiff

1996: Michael Gier & Markus Gier ·
2000: Tomasz Kucharski & Robert Sycz ·
2004: Tomasz Kucharski & Robert Sycz ·
2008: Mark Hunter & Zac Purchase ·
2012: Mads Rasmussen & Rasmus Quist ·
2016: Jérémie Azou & Pierre Houin ·
2020: Fintan McCarthy & Paul O'Donovan ·
2024: Fintan McCarthy & Paul O'Donovan
- Gemeinsame Normdatei: 1011285460
- Virtual International Authority File: 170344732
- WorldCat: E39PBJdcCHYJVbwWdD4j7PfrMP